# Instituto Superior de Relaciones Internacionales
El Instituto Superior de Relaciones Internacionales "Dr. Raúl Roa García" (ISRI) es centro de estudios superiores de las Relaciones Internacionales y la Política Exterior de Cuba. Se encuentra localizado en El Vedado, La Habana, Cuba.
Fue fundado por Fidel Castro, el 11 de junio de 1981. Tras el fallecimiento en 1982 del excanciller cubano Dr. Raúl Roa, se decidió nombrar al instituto en su honor.